# ورم وعائي فقري

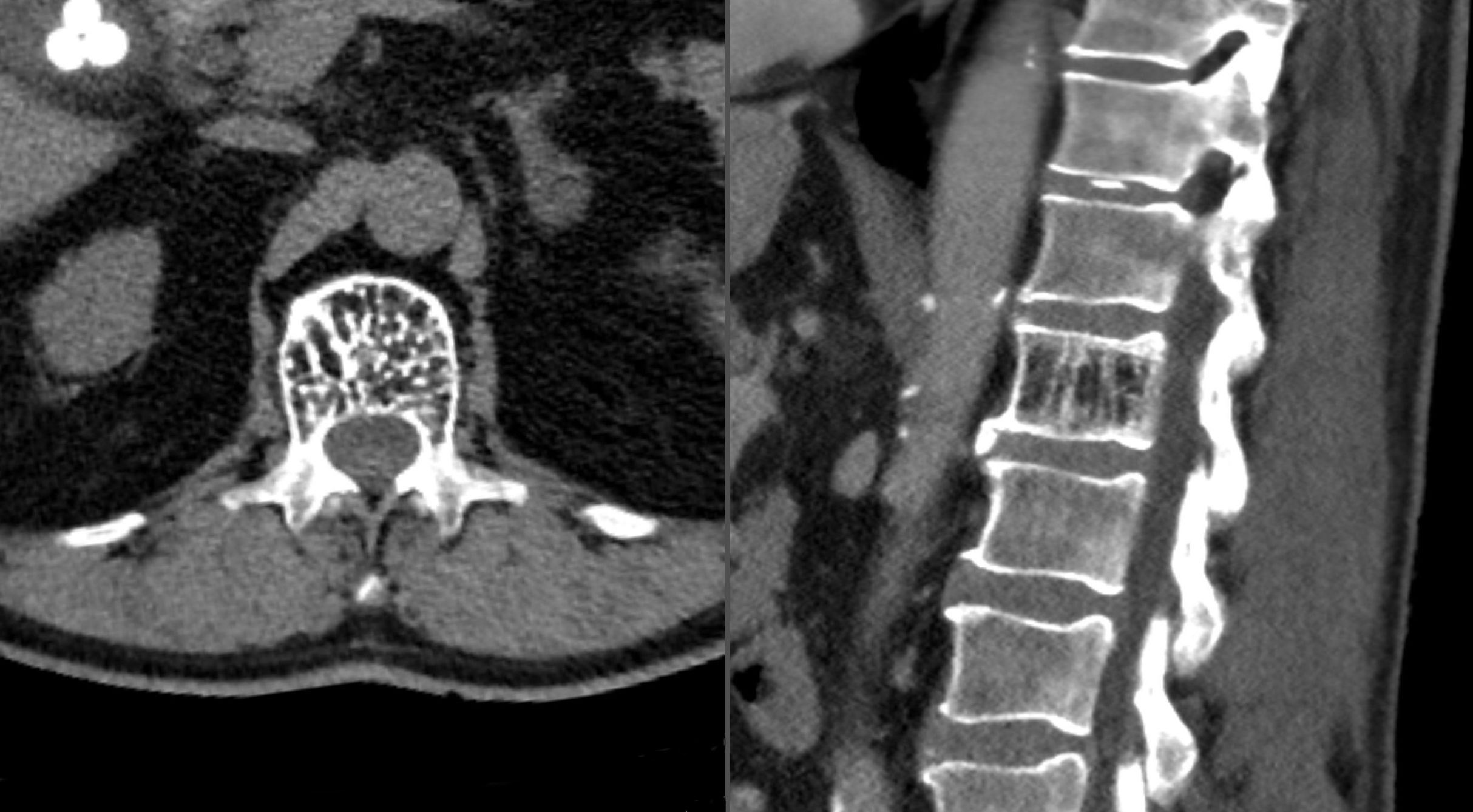
التصوير المقطعي المحوري والطّولي لورم وعائي فقري

ورم وعائي فقري (اختصارًا VH) هو آفة وعائيّة داخل جسم الفقرة. بشكل عام، هذه هي الآفات الحميدة التي توجد بالمصادفة أثناء دراسات الأشعة لمؤشّرات أخرى. الأورام الوعائية الفقرية هي مسبِّبات شائعة يُقدّر وجودها في 10-12% من البشر عند تشريح الجُثّة. فهي حميدة بطبيعتها وغالبًا ما تكون بدون أعراض. عادةً ما تكون الأعراض في حالة حدوثها مرتبطة بأورام وعائيّة كبيرة، أو صدمات، أو التغيّرات الهرمونية والدّيناميكيّة للدّم أثناء الحمل (التي تسبب نزيفًا داخل العمود الفقري) ،أو التمدُّد العظمي والامتداد خارج العظم إلى الأنسجة الرّخوة المحيطة أو الحيّز فوق الجافية من القناة الشوكيّة.

## المُسبّبات وعِلم الأوبئة

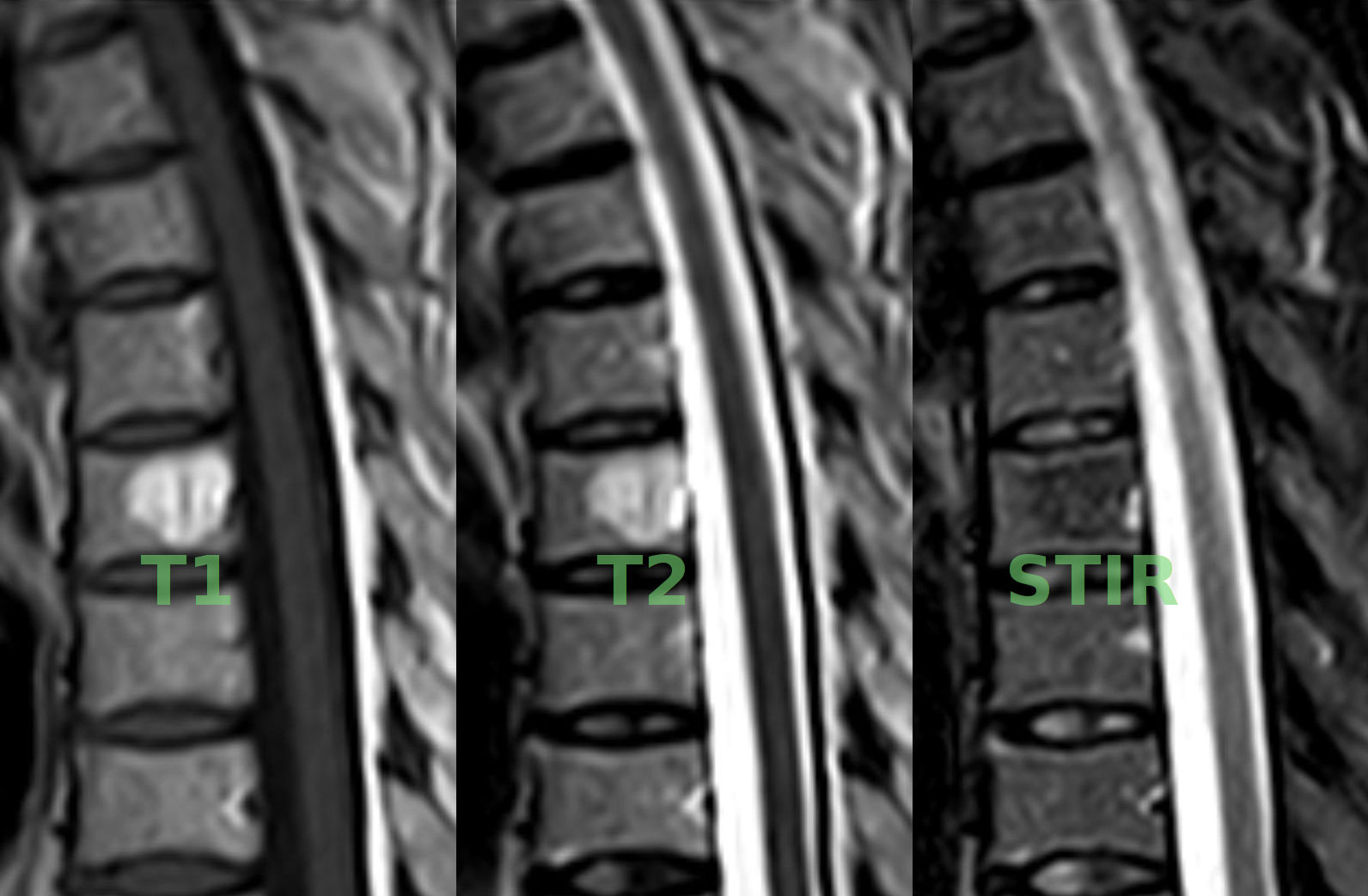
T1 وT2 و صورةSTIR MRI لورم وعائي فقري

الأورام الوعائية الفقريّة هي آفات عابرة، مِمّا يعني أنها تنشأ من أصل خلل التكوّن. وهي تتكوّن من أوعية رقيقة الجدران تتسلّل إلى التّجويف النخاعي بين الترابيق العظمي وعادة ما تكون محصورة في جسم الفقرة. عادة ما يتم رؤية الأورام الوعائيّة الفقريّة بشكل عَرَضي أثناء التّصوير لمؤشّرات أخرى. تظهر الأعراض على حوالي 1% فقط من الأورام الوعائية. عند ظهور الأعراض، يمكن أن تُسبّب الألم والاعتلال النّخاعي عن طريق النّزيف داخل العمود الفقري أو التّمدّد العظمي أو الامتداد خارج العظم إلى الأنسجة الرّخوة المُحيطة أو العناصر العصبية الخلفيّة. يُمكن أن تُنتج الأورام الوعائية (النوع الكهفي) عيوبًا عصبية دون وجود دليل واضح على انضغاط الحبل الشوكي. ربما يُعزى العجز في هذه الحالات إلى اضطرابات تدفُّق الدم في الحبل الشوكي.

## خصائص التّصوير
في التّصوير المَقطعي المُحَوسب (CT) أو التصوير الشّعاعي، يمكن أن تتسبّب الأورام الوعائيّة الفقريّة في حدوث تصدّعات عموديّة (يشار إليها غالبًا بنمط سروال قصير) أو مظهر خشن على شكل قرص العسل.يُمثّل مظهر نقطة البولكا في الفحص بالأشعّة المقطعيّة مقطعًا عرضيًا للتّربيق المُعزّز. وجد بانديرز و جالانت و فانديبيرج أنّ مظهر التّصوير بالرّنين المغناطيسي تُمليه الأوعية الدمويّة لنسيج الورم والوذمة الخلاليّة والدهون المتناثرة. يرتبط وجود شدّة إشارة عالية أو معتدلة في كل من صور T1 وT2 بحصص الدّهون في الأوعية والوذمة. على سبيل المثال، سيُظهر الورم الوعائي الفقريّ مع تركيز عالٍ من الدهون وتكوين منخفض نسبيًا للأوعية والوذمة كثافة إشارة عالية على صور الصدى التدويمي في الزمن الأول الموزون، وشدّة إشارة وسيطة على صور صور الصدى التدويمي في الزمن الأول الموزون بطريقة سريعة.في حين أنّ تَكوين الورم الوعائي الفقري من جزء متساوٍ تقريبًا من الدهون والأوعية والوذمة سيُظهر كثافة إشارة وسيطة على الصُّور الموزونة T1 وشدّة إشارة عالية على الصّور الموزونة T2.

## تشخيص تفريقي
يشمل التّشخيص التّفريقي للآفات ذات المظهر الإشعاعي المماثل للورم الوعائي الفقري على سبيل المثال لا الحصر ورم أرومي وعائي، وورم وعائي لمفي،وورم خبيث في العظام، وساركوما إيوينغ والناسور الشرياني الوريدي الجافوي النخاعي.

## العلاج
تمّ علاج الورم الوعائي الفقري المصحوب بأعراض بالجراحة والانصمام عبر الشريان والحقن المباشر بالإيثانول والعلاج الإشعاعي ورأب العمود الفقري، وكلّ منها بدرجات متفاوتة من النّجاح. يمكن الإشارة إلى كلّ مِن هذه الطُّرُق في إعدادات سريريّة مُحدّدة.